# Build the Earth
El proyecto Build the Earth (BTE), está dedicado a crear un modelo a escala 1:1 de la Tierra dentro del videojuego Minecraft.

## Historia
Build the Earth fue creado por el usuario de YouTube PippenFTS en marzo de 2020 como un proyecto cooperativo con el fin de recrear la Tierra en Minecraft. En un vídeo de YouTube, PippenFTS pidió voluntarios para recrear estructuras creadas por el hombre sobre un modelo rudimentario del terreno de la tierra. Creó un servidor de Discord para ayudar a coordinar el proyecto, atrayendo a cientos de usuarios en abril de 2020.
Mojang, desarrollador de Minecraft, mencionó este proyecto en su página web el Día de Tierra de 2020. En julio de 2020, el usuario de YouTube, MrBeast, publicó un vídeo donde él y 50 personas más construyeron su ciudad natal de Raleigh, en Carolina del Norte dentro del proyecto.

## Software
El proyecto Build the Earth depende principalmente de dos modificaciones de <i id="mwMw">Minecraft</i>: «Cubic Chunks» y originalmente usaba «Terra 1-to-1» pero ahora usa «terra++». Cubic Chunks anula la limitación de altura para construir en Minecraft. Terra 1-to-1/Terra++ emplea información de servicios de datos geográficos, como Google Earth, para automáticamente generar terreno y simplificar el proceso de construcción. PippenFTS dijo que «con el mod «Cubic Chunks» podemos disfrutar de una Tierra en Minecraft tal y como es, sin necesidad de reducir las dimensiones de nada».

## Lista de equipos
- 1:1 New Jersey
- Alps BTE (AT/CH/LI)
- Africa Rebuilt
- Build OSU
- Build Team Hungary
- Build The Earth: Bolivia
- BuildTheEarth: Chile
- Build the earth, Egypt
- Build The Earth Paraguay + Uruguay
- BuildTheEarth: Perú / Peru
- Build The Earth- Republic of Ireland
- BuildTheEarth South Asia
- Build The Earth - UK
- Build The Earth Turkey
- BTE Argentina
- BTE Balkans
- BTE Benelux
- BTE Bermuda
- BTE Brasil
- BTE: Canadá
- BTE Caribe/Caribbean
- BTE Carolinas
- BTE Colombia - Venezuela - Ecuador
- BTE Controversy
- BTE : France
- BTE for CAS
- BTE Iberia
- BTE Infrastructure
- BTE Italia
- BTE Japan
- BTE Korea
- BTE Lijiang + Forbidden City
- BTE Maghreb
- BTE México | Centro América
- BTE Middle East
- BTE Midwest
- BTE Nature
- BTE Nordic + Baltic
- BTE Northeast USA
- BTE Northwest US
- BTE Oceania Build Team
- BTE Palaces
- BTE Poland
- BTE Romania + Moldova
- BTE Singapore
- BTE_South Africa
- BTE Starship
- BTE Taiwan
- BTE Texas
- BTE Theme Parks
- BTE - Southeast USA
- BTE Southwest USA
- BTE Team Czechoslovakia
- Chernobyl Exclusion Zone
- Donkey Kong Country
- Earth The Build
- EuroCity | BTE Europe
- Israel & The West Bank
- Military Builders
- New York - MineFact Network
- NicDivision TEST team
- OHPAINKY (Ohio, Pennsylvania, Indiana, Kentucky)
- Project Ville-Marie (Montréal 1:1)
- Seaside BTE
- Team ASEAN | Southeast Asia
- TeamCIS │СНГ
- Team Greece
- Team HK-MU
- the build earth
- Virginia Tech Minecraft Earth
- West Yorkshire Build Team[9]